# Nanogomphodon
Nanogomphodon is een geslacht van uitgestorven cynodonten dat leefde in het Midden-Trias van Duitsland.
Nanogomphodon was een kleine herbivore traversodontide gomphodont. De typesoort is Nanogomphodon wildi. Hij is alleen bekend van een paar losse tanden die in 2006 zijn teruggevonden in de Erfurt-formatie van Baden-Württemberg, Duitsland, op het bouwproject Leitenacker II in Michelbach an der Bilz.
De geslachtsnaam komt uit het Grieks voor 'dwergpintand'; van νάνος (nános, 'dwerg'), γόμφος (gómphos, 'pin', 'nagel' of 'kies'), en ὀδούς (odoús of odoon, 'tand'). De soortaanduiding eert Rupert Wild.
Het holotype is SMNS 51962, een onderste postcanine linkertand.